# Mafioso (film)
Mafioso è un film del 1962 diretto da Alberto Lattuada.

## Trama
Antonio Badalamenti, diligente caposquadra e supervisore in un'industria meccanica lombarda, attende il suono della sirena che comunica la fine della giornata lavorativa. Antonio è un emigrante siciliano a Milano, uno dei tanti, ma con maggiore fortuna, che si appresta a tornare in Sicilia per le vacanze estive con la sua famiglia quando, poco prima di andare verso casa, viene convocato da un dirigente, un italo-americano di origini siciliane, che gli consegna un piccolo pacco regalo da recapitare personalmente a Don Vincenzo, "notabile" e paesano di Antonio.
Antonio, sua moglie Marta, lombarda, e le due piccole bambine affrontano il lungo viaggio fino a Calamo dove vengono accolti dalla famiglia di lui con un lauto pranzo tipicamente siciliano. Nella consegna del regalo presso la villa del destinatario, Antonio viene dapprima bistrattato dalla domestica e poi convocato dal notabile. Il dono rappresenta, a sua insaputa, una sentenza di morte della Mafia americana da comunicare a quella siciliana, incaricata dell'esecuzione.
Dopo un alterco tra il padre e un venditore di un terreno a causa dell'aumento del prezzo preteso, Antonio fa un incontro apparentemente casuale con Liborio, braccio destro di Don Vincenzo, che lo invita ad accompagnarlo in paese mentre tenta di far rinascere in Antonio una presunta "sicilianità", essendo stato in gioventù un "picciotto d'Onore" (non assassino, ma compiacente). Liborio gli regala una coppola e lo invita a sparare con una pistola a un chiosco con tiro a segno, risultando infallibile e suscitando la sua approvazione. Antonio viene convocato nuovamente da Don Vincenzo, che nel frattempo ha convinto il venditore riluttante ad accettare la vendita del terreno alle condizioni precedentemente pattuite. Antonio ricambia con un "bacia-mano".
La sera prima di partire per la Lombardia, Antonio si sveglia di notte per andare a una battuta di caccia con gli amici, e per le strade del paese incontra Liborio che lo conduce da Don Vincenzo, il quale gli chiede un favore: "un viaggio" per consegnare una lettera in una meta sconosciuta, favore che Antonio, tra molte titubanze e quasi terrore, accetta.
Antonio viene fatto salire su un camion e rinchiuso in una cassa poi trasportata in aereo negli Stati Uniti cioè a New York; qui viene prelevato e condotto in un appartamento dove, insieme a dei mafiosi newyorchesi, visiona un filmino amatoriale che gli illustra il motivo del suo viaggio, quello di eliminare un uomo caduto in disgrazia. Antonio, oramai pienamente coinvolto, viene condotto in una sala di un barbiere e fredda la vittima seduta in poltrona, poi fa ritorno in Sicilia con le stesse modalità dell'andata per poi rincasare con tanto di selvaggina procuratagli per l'occasione.
Tornato in fabbrica, fa visita al ragioniere a cui aveva sottratto inavvertitamente una penna poco prima della partenza, che lo ringrazia esclamando che se tutti fossero come Antonio si vivrebbe meglio. Lo sguardo di Antonio indugia feroce sulla frase appena ascoltata, per poi tornare speditamente ai suoi obblighi di caposquadra.

## Produzione

### Luoghi di ripresa
Girato quasi interamente a Belmonte Mezzagno, le scene della villa di Don Vincenzo furono girate nella settecentesca Villa Palagonia a Bagheria. Gli esterni al mare sono stati girati nella spiaggia del paese di Capaci. Gli esterni presso l'appezzamento di terreno in vendita sono stati girati nel territorio di Misilmeri, tutte località della città metropolitana di Palermo.

## Critica
Ritratto lucido di Lattuada sul mondo della malavita e dell'onore, in cui Sordi è la maschera grottesca di una Sicilia che vorrebbe mostrarsi emancipata nel costume e nel grado di civiltà, ma che in realtà si ritrova ancorata alle sue tradizioni. Il film è considerato dal regista Martin Scorsese uno dei suoi gangster movie preferiti. Alberto Sordi raccontava di quando il regista italoamericano in un incontro gli baciò la mano in ossequio alla grande interpretazione nel film Mafioso.

## Riconoscimenti
Il film è stato selezionato tra i 100 film italiani da salvare.
- 1963 – Nastro d'argento
  - Candidatura al miglior attore protagonista ad Alberto Sordi
  - Candidatura al migliore soggetto a Bruno Caruso
- 1963 – Festival internazionale del cinema di San Sebastián
  - Concha de Oro
- 1963 – Festival Internazionale del Cinema di Acapulco
  - Miglior attore ad Alberto Sordi

## Riferimenti
Il film viene citato nel film Baarìa (2009), in cui due caratteristi interpretano i ruoli di Alberto Sordi e Alberto Lattuada che girano Mafioso nel centro di Bagheria. 

### Rapporti con la realtà
La figura di Don Vincenzo si rifà a quella di diversi capimafia dell'epoca, da Don Calogero Vizzini a Vincenzo Rimi. La scena dell'omicidio nella sala da barbiere a New York è ispirata al celebre delitto ai danni del gangster italo-americano Albert Anastasia, freddato da un killer sconosciuto il 25 ottobre 1957 proprio mentre era seduto dal barbiere; la vicenda di Anastasia fu al centro di un altro film interpretato da Sordi, Anastasia mio fratello ovvero il presunto capo dell'Anonima Assassini, diretto da Steno ed uscito nel 1973.